# Stephan Schreck

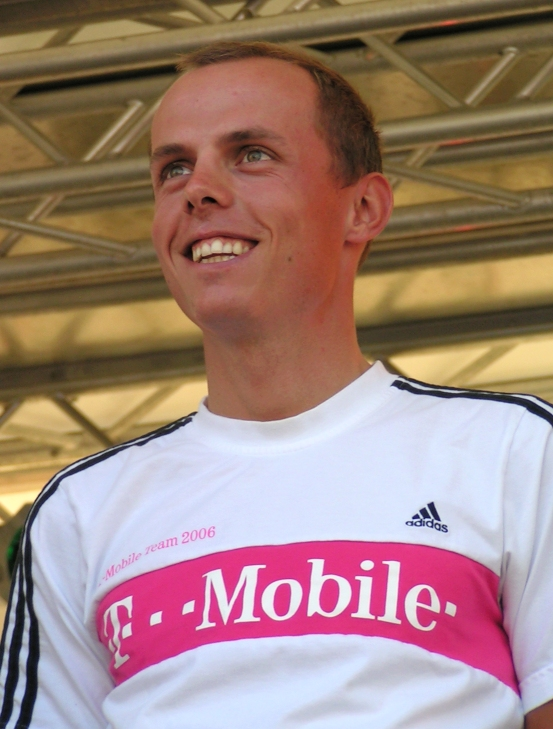

Stephan Schreck (Erfurt, 15 juli 1978) is een voormalig Duits wielrenner en tegenwoordig ploegleider bij het Duitse Thüringer Energie Team.
Schreck werd prof in 2000 bij 'Team Deutsche Telekom', het tegenwoordige T-Mobile Team; in 2008 stapte hij over naar Gerolsteiner. De stevig gebouwde Schreck is voornamelijk helper van zijn kopmannen, maar mag in kleinere wedstrijden af en toe zijn eigen kans gaan. Het leverde hem tot nu toe vier (etappe)zeges op in kleinere rittenkoersen in eigen land: in de Ronde van Hessen van 2002, in de Regio-Tour van 2004 en in de Ronde van Saksen van 2004 en 2007.

## Belangrijkste overwinningen
1999
- Ronde van Thüringen (U23)

2002
- 5e etappe Ronde van Hessen

2004
- 1e etappe Ronde van Saksen
- 1e etappe Regio Tour

2007
- 5e etappe Ronde van Saksen

## Resultaten in voornaamste wedstrijden
| Jaar | Ronde van Italië | Ronde van Frankrijk | Ronde van Spanje |
| ---- | ---------------- | ------------------- | ---------------- |
| 2001 |                  |                     | 92e              |
| 2002 | 110e             |                     |                  |
| 2003 |                  |                     | 101e             |
| 2004 |                  |                     | 58e              |
| 2005 |                  | 86e                 |                  |
| 2006 |                  |                     | 81e              |
| 2007 |                  |                     | 58e              |
| 2008 |                  |                     | opgave           |

| Jaar | Milaan-San Remo | Gent-Wevelgem | Ronde van Vlaanderen | Parijs-Roubaix |  | WK op de weg |
| ---- | --------------- | ------------- | -------------------- | -------------- |  | ------------ |
| 2001 |                 |               |                      |                |  |              |
| 2002 |                 |               | 65e                  |                |  |              |
| 2003 |                 |               |                      |                |  | 81e          |
| 2004 |                 |               | 43e                  | 65e            |  |              |
| 2005 |                 |               | 63e                  |                |  |              |
| 2006 | 96e             |               |                      |                |  |              |
| 2007 |                 |               |                      |                |  |              |
| 2008 |                 | 130e          |                      |                |  |              |